# PassioneCalcio
PassioneCalcio è il programma sportivo della San Marino RTV, la Radiotelevisione della Repubblica di San Marino, interamente dedicato al calcio femminile ed ai settori giovanili. 

## Storia
PassioneCalcio nasce nel settembre del 2013 con l'obiettivo di dare spazio al calcio femminile e ai settori giovanili con due appuntamenti settimanali distinti. Nella prima stagione del programma la durata delle singole puntate era di 20 minuti, per poi crescere nel corso degli anni fino agli attuali 60 minuti. PassioneCalcio è condotto dai giornalisti Elia Gorini e Paolo Crescentini.
Nel corso degli anni la trasmissione ha cambiato giorno di messa in onda, in funzione anche del palinsesto della San Marino RTV. Il mercoledì è il giorno dedicato al programma che, nella programmazione della TV di Stato di San Marino, inizia alle 19:00 con PassioneCalcio dedicato ai settori giovanili sul canale RTVSport, 93 del digitale terrestre, per proseguire alle 22:00 con PassioneCalcio Femminile sul canale 520 Sky, 93 TivùSat e 573 del digitale terrestre in Emilia-Romagna e Marche.
Grazie al portale della San Marino RTV il programma è seguito in diretta streaming oppure in modalità on-demand oltre i confini nazionali.
PassioneCalcio è stato il primo programma a portare a livello nazionale le immagini di calcio femminile con gol e interviste. Dalla prima edizione della trasmissione, negli studi di San Marino RTV, si sono alternati i protagonisti del Campionato italiano femminile di calcio. Il programma dedica spazio ai campionati di Serie A, Serie B, Serie C e Eccellenza femminile.
Nell'appuntamento dedicato ai settori giovanili, sono i campionati maschili e femminili con immagini e gol della varie categorie. Gli allenatori e gli stessi giovani atleti sono i protagonisti delle puntate. Particolare attenzione viene dedicato alle squadre della San Marino Academy della Federazione Sammarinese Giuoco Calcio e al campionato sammarinese under 12.
Tutte le puntate sono disponibili sul sito di San Marino RTV, tra le quali è possibile rivedere quelle con Milena Bertolini, Patrizia Panico, Melania Gabbiadini e Rita Guarino. Alle puntate di PassioneCalcio hanno partecipato giocatrici come Cristiana Girelli, Martina Piemonte, Raffaella Manieri e la Nazionale Under-17 di calcio femminile dell'Italia che ha conquistato la medaglia di bronzo ai Campionato mondiale femminile Under 17 di calcio nel 2014 in Costa Rica.
Nel settembre 2019 PassioneCalcio ha iniziato la sua settima stagione consecutiva, con la novità degli highlight della Serie B.